# Tchériba (département)
Tchériba est un département et une commune rurale du Burkina Faso, situé dans la province du Mouhoun et la région de la Boucle du Mouhoun. En 2012, Il comptait 39 863 habitants.

## Villages
Le département comprend un village chef-lieu (populations actualisées en 2012) :
- Tchériba (5 907 habitants)

et 28 autres villages :
- Bankorosso (335 habitants)
- Banouba (537 habitants)
- Békéyou (1 584 habitants)
- Bénéyou (215 habitants)
- Bissandérou (1 745 habitants)
- Da (344 habitants)
- Didié (432 habitants)
- Djissasso (1 369 habitants)
- Douroukou (1 700 habitants)
- Étouayou (669 habitants)
- Gamadougou (863 habitants)
- Kana (123 habitants)
- Kari (913 habitants)
- Labien (1 160 habitants)
- Lan (1 315 habitants)
- Nérékorosso (1 152 habitants)
- Oualou (1 849 habitants)
- Oualoubié (383 habitants)
- Oula (1 281 habitants)
- Ouézala (927 habitants)
- Sao (2 240 habitants)
- Sirakélé (835 habitants)
- Tierkou (2 379 habitants)
- Tikan (3 469 habitants)
- Tissé (2 051 habitants)
- Youlou (1 362 habitants)
- Zéhuy (2 568 habitants)